# Editor hexadecimal

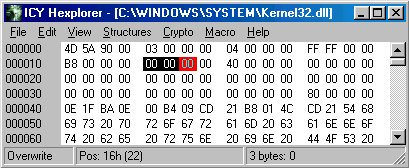
Hexplorer, un editor hexadecimal para Windows de código abierto.

Un editor hexadecimal (o editor de archivos binarios) es un tipo de programa informático que permite a un usuario modificar archivos binarios. Los editores hexadecimales fueron diseñados para editar sectores de datos de disquetes o discos duros por lo que a veces se llaman "editores de sectores". 
Por medio del editor hexadecimal, el usuario puede ver o redactar el contenido intacto y exacto de un archivo. Ocurre lo contrario con otros programas de alto nivel que interpretan el mismo contenido del archivo de forma diferente. Por ejemplo, los datos intactos de la imagen (los raws), y la manera de interpretar el mismo archivo del software de edición de imágenes. 
En la mayoría de los editores hexadecimales los datos del archivo son representados como valores hexadecimales agrupados en dos grupos de 8 bytes y un grupo de 16 caracteres ASCII, los caracteres no imprimibles son representados normalmente por un punto "." en ASCII. 
En Unix, el comando estándar usado para mostrar (aunque no editar) un archivo en hexadecimal y en octal es od (Unix).